# 太谷小蚁蛛
太谷小蚁蛛（学名：Micaria taiguica）为平腹蛛科小蚁蛛属的动物。在中国大陆，分布于山西等地，多见于草丛。该物种的模式产地在山西太谷。